# Silurichthys hasseltii
Silurichthys hasseltii és una espècie de peix de la família dels silúrids i de l'ordre dels siluriformes.

## Morfologia
- Els mascles poden assolir 11 cm de longitud total.[5][6]

## Alimentació
Menja insectes terrestres.

## Hàbitat
És un peix d'aigua dolça i de clima tropical.

## Distribució geogràfica
Es troba a Àsia: Malàisia, Singapur, Indonèsia i la conca del riu Mekong.